# Lutzia tigripes
Lutzia tigripes is een muggensoort uit de familie van de steekmuggen (Culicidae). De wetenschappelijke naam van de soort is voor het eerst geldig gepubliceerd in 1901 door de Grandpre & de Charmoy.